# Long Lake CDP (Nueva York)
Long Lake es un lugar designado por el censo ubicado en el condado de Hamilton en el estado estadounidense de Nueva York. En el Censo de 2020 tenía una población de 596 habitantes y una densidad poblacional de 19,50  habitantes por km². Fue incluido como CDP en el censo de 2010.

## Geografía
Long Lake se encuentra ubicado en las coordenadas 43°58′18″N 74°25′13″O / 43.97167, -74.42028. Según la Oficina del Censo de los Estados Unidos,  tiene una superficie total de 30,56 km², de la cual 24,21 km² corresponden a tierra firme y 6,35 km² a agua.